# Antônio Wagner da Silva
Antônio Wagner da Silva SCJ (ur. 25 marca 1944 w Formiga) – brazylijski duchowny rzymskokatolicki, sercanin, w latach 2003–2020 biskup Guarapuava.

## Życiorys
Święcenia kapłańskie przyjął 11 grudnia 1971 w zgromadzeniu księży sercanów. Pełnił funkcje m.in. profesora seminarium duchownego w Kurytybie (1972-1975) i w latach 1977-1986 jego rektora, radnego prowincjalnego (1984-1988 oraz 1994-2000), mistrza nowicjatu (1987-1988) oraz rektora Instytutu Filozoficznego w Brusque (1988-1993).

### Episkopat
29 marca 2000 został mianowany przez papieża Jana Pawła II biskupem koadiutorem diecezji Guarapuava. Sakry biskupiej udzielił mu 18 czerwca tegoż roku biskup tejże diecezji, Giovanni Zerbini. 2 lipca 2003 przejął rządy w diecezji. 6 maja 2020 przeszedł na emeryturę.